# Napier Field
Napier Field es un pueblo ubicado en el condado de Dale en el estado estadounidense de Alabama. En el censo de 2000, su población era de 404.

## Demografía
En el 2000 la renta per cápita promedia del hogar era de $ 27.868$, y el ingreso promedio para una familia era de 45.179$. El ingreso per cápita para la localidad era de 18.769$. Los hombres tenían un ingreso per cápita de 29.375$ contra 19.583$ para las mujeres.

## Geografía
Napier Field está situado en 31°18′55″N 85°27′16″O / 31.31528, -85.45444 (31.315265, -85.454340)
Según la Oficina del Censo de los EE. UU., la ciudad tiene un área total de 0.27 millas cuadradas (0.69 km²).